# Friedrichstal (Solingen)
Die Hofschaft Friedrichstal liegt im Süden der bergischen Großstadt Solingen.

## Lage und Beschreibung
Friedrichstal befindet sich abgeschieden im äußersten Süden des Solinger Stadtbezirks Burg/Höhscheid. Die Hofschaft liegt in der naturräumlichen Einheit Unteres Wuppertal direkt am Nordufer der Wupper, die die Stadtgrenze zu Leichlingen bildet. Einige hundert Meter flussaufwärts befindet sich die Nachbarhofschaft Untenrüden. In nördliche Richtung nach Widdert türmen sich die Wupperberge auf; lediglich eine steile und schmale Straße, die Friedrichstaler Straße, verbindet beide Orte miteinander. Ebenfalls von Norden her fließt der Friedrichstaler Bach, der den Widderter Höhenzug in Richtung Wupper entwässert. Bis heute prägt den Ort ein Bestand an historischen Fachwerk- und Schiefergebäuden, von denen mehrere unter Denkmalschutz stehen.
Benachbarte Orte sind bzw. waren (von Nord nach West): Untenwiddert, Untenrüden (beide zu Solingen), Fähr, Rödel, Grünscheid, Kempen und Leysiefen (alle zu Leichlingen) sowie Friedrichsaue, Caspersfeld und Friedrichshöhe (alle zu Solingen).

## Etymologie
Der Ortsname ist seit dem 15. Jahrhundert nachgewiesen. Weitere Details zur Namensherkunft sind nicht bekannt.

## Geschichte
Friedrichstal ist seit dem späten 15. Jahrhundert nachweisbar, der Ort wird erstmals 1485 als Frederstall erwähnt.:1 Wie im benachbarten Ort Rüden ist auch in Friedrichstal das Klingenhandwerk nachweisbar. So diente den dortigen Schleifern als Arbeitsstätte unter anderem die heute noch existenten Schleifkotten Unten- und Obenfriedrichstaler Kotten.
In der Karte Topographia Ducatus Montani, Blatt Amt Solingen, von Erich Philipp Ploennies aus dem Jahre 1715 ist der Ort mit einer Hofstelle verzeichnet und als Fiederichsdal benannt. Der Ort wurde in den Registern der Honschaft Widdert innerhalb des Amtes Solingen geführt. Die Topographische Aufnahme der Rheinlande von 1824 verzeichnet den Hof unbeschriftet und die Preußische Uraufnahme von 1844 als Friedrichsthal. In der Topographischen Karte des Regierungsbezirks Düsseldorf von 1871 ist der Ort ebenfalls als Friedrichsthal verzeichnet.
Nach Gründung der Mairien und späteren Bürgermeistereien Anfang des 19. Jahrhunderts gehörte der Ort zur Bürgermeisterei Höhscheid, die 1856 zur Stadt erhoben wurde. 1815/16 lebten 87 Einwohner im Ort. 1832 gehörte Friedrichstal unter dem Namen Friedrichsthal weiterhin innerhalb der Honschaft Widdert nun der Bürgermeisterei Höhscheid an. Der laut der Statistik und Topographie des Regierungsbezirks Düsseldorf als Dorfschaft kategorisierte Ort besaß zu dieser Zeit 15 Wohnhäuser und 18 landwirtschaftliche Gebäude. Zu dieser Zeit lebten 83 Einwohner im Ort, davon vier katholischen und 79 evangelischen Glaubens.
Im Gemeindelexikon für die Provinz Rheinland werden 1885 39 Wohnhäuser mit 155 Einwohnern angegeben. 1895 besitzt der Ort 30 Wohnhäuser mit 170 Einwohnern, 1905 29 Wohnhäuser und 146 Einwohner.
Mit der Städtevereinigung zu Groß-Solingen im Jahre 1929 wurde Friedrichstal ein Ortsteil Solingens. Seit 1984 ist das imposante Fachwerkdoppelhaus Friedrichtal 3/5 aus dem Jahre 1751 in die Solinger Denkmalliste eingetragen, das oben im Vordergrund abgebildet ist. Im Jahre 1989 folgte die Unterschutzstellung des Fachwerkdoppelhauses Friedrichstal 26 und 28.
Heute ist die Umgebung von Friedrichstal durch mehrere Wanderwege entlang der Wupper erschlossen, darunter auch den Klingenpfad. Der Ort ist mit seiner historischen Kulisse aus Fachwerk- und Schieferhäusern des Bergischen Stils bei Spaziergängern und Wanderern beliebt.

## Nahverkehr
Wochentags ist Friedrichstal durch die Linie 697 an das Busnetz der Stadtwerke Solingen mit einer eigenen Haltestelle im Ort angeschlossen. Aufgrund der Beliebtheit Friedrichstals und der Umgebung für Spaziergänger und Wanderer besteht an Sonn- und Feiertagen zusätzlich Anschluss an den Bus der Linie 691 nach Ohligs.
| Linie | Linienverlauf                                                                             |
| ----- | ----------------------------------------------------------------------------------------- |
| 691   | St.-Lukas-Klinik – Solingen Hauptbahnhof – Aufderhöhe – Höhscheid – Friedrichstal – Rüden |
| 697   | Graf-Wilhelm-Platz – Höhscheid – Friedrichstal – Rüden                                    |